# ترک‌ایلی
تورکلی (به لاتین: Türkeli) یک سکونتگاه مسکونی در ترکیه است که در استان سینوپ واقع شده‌است.